# Anolis aequatorialis
Anolis aequatorialis – gatunek jaszczurki z rodziny Anolidae. Występuje na zboczach Andów w Kolumbii i Ekwadorze.

## Systematyka
Takson ten po raz pierwszy zgodnie z zasadami nazewnictwa binominalnego opisał w 1894 roku austriacki herpetolog i entomolog Franz Werner na łamach „Zoologischer Anzeiger”, nadając mu nazwę Anolis aequatorialis. Holotyp NMW 16233. Jako miejsce typowe Werner podał Ekwador; w 2017 roku Cisneros-Heredia uściślił je do przełęczy pomiędzy południowo-zachodnimi stokami wulkanu Pichincha a północnymi stokami wulkanu Atacazo na wysokości około 2300 m n.p.m. w prowincji Pichincha w Ekwadorze. Nie wyróżnia się podgatunków.

### Etymologia
- Anolis (Anolius): karaibska nazwa Anoli dla „jaszczurki”[6].
- aequatorialis: łac. aequātor – „równik”[7].

## Morfologia
Anolis aequatorialis to niewielka jaszczurka o długości całkowitej do 33,7 cm (SVL do 8,6 cm). Głowa niewielka, szpiczasta. Tęczówki niebieskie. Tułów smukły, ogon cienki, długi zaokrąglony, słabo spłaszczony. Grzbiet oliwkowozielony, z siedmioma parami czekoladowobrązowych owali połączonych na grzbiecie. Fałd gardłowy ciemnobrązowy z żółtawozielonym, niebieskim lub pomarańczowym marmurkowaniem. Kończyny z zielonkawymi poprzecznymi paskami. Palce długie. Brzuch miedziany. Anolis aequatorialis jest najbardziej podobny do Anolis dracula, ale gatunek ten występuje tylko w skrajnie północno-zachodnim Ekwadorze, może być także mylony z Anolis ventrimaculatus, który ma plamisty brzuch i podgardle pozbawione czarnej siateczki.

## Występowanie
Anolis ten występuje na zachodnich stokach Andów w północno-zachodnim Ekwadorze oraz w skrajnie południowo-zachodniej części Kolumbii. W Ekwadorze występuje w prowincjach Pichincha, Cotopaxi, Bolívar, Santo Domingo de los Tsáchilas, Imbabura. Obserwowany był w zakresie wysokości 950–2250 m n.p.m.

## Ekologia i zachowanie
Anolis aequatorialis jest gatunkiem bardzo pospolitym, prowadzącym dzienny tryb życia. Jego naturalnym habitatem są stare lasy tropikalne pierwotne lub lasy wtórne w lasach górskich. Spotykany też może być na skrajach lasów i wzdłuż leśnych dróg. Anolis aequatorialis zamieszkują wilgotne, zacienione, pokryte mchem mikrosiedliska, które są zbyt zimne dla większości innych gatunków z rodzaju Anolis. Ich aktywność rozpoczyna się około godziny 6:00 rano, kiedy to wyszukują sporych nasłonecznionych liści, gdzie mogą wygrzewać się w słońcu. W ciągu dnia, gdy temperatura otoczenia przekracza 18,5 °C, stają się aktywne. Przebywają głównie na roślinności do wysokości około 3,5 m nad poziomem gruntu, chociaż mogą być spotykane także na nim. Ich dieta składa się głównie z owadów: sieciarek, muchówek oraz os, ale może być uzupełniana pokarmem roślinnym, m.in. kwiatami. W czasie zalotów samce kiwają głową i prezentują swoje podgardle. Anolis aequatorialis jest gatunkiem jajorodnym.

## Status zagrożenia
W Czerwonej księdze gatunków zagrożonych IUCN Anolis aequatorialis jest klasyfikowany jako gatunek najmniejszej troski (LC, ang. Least Concern), jego populację uważa się za stabilną.